# Ekler

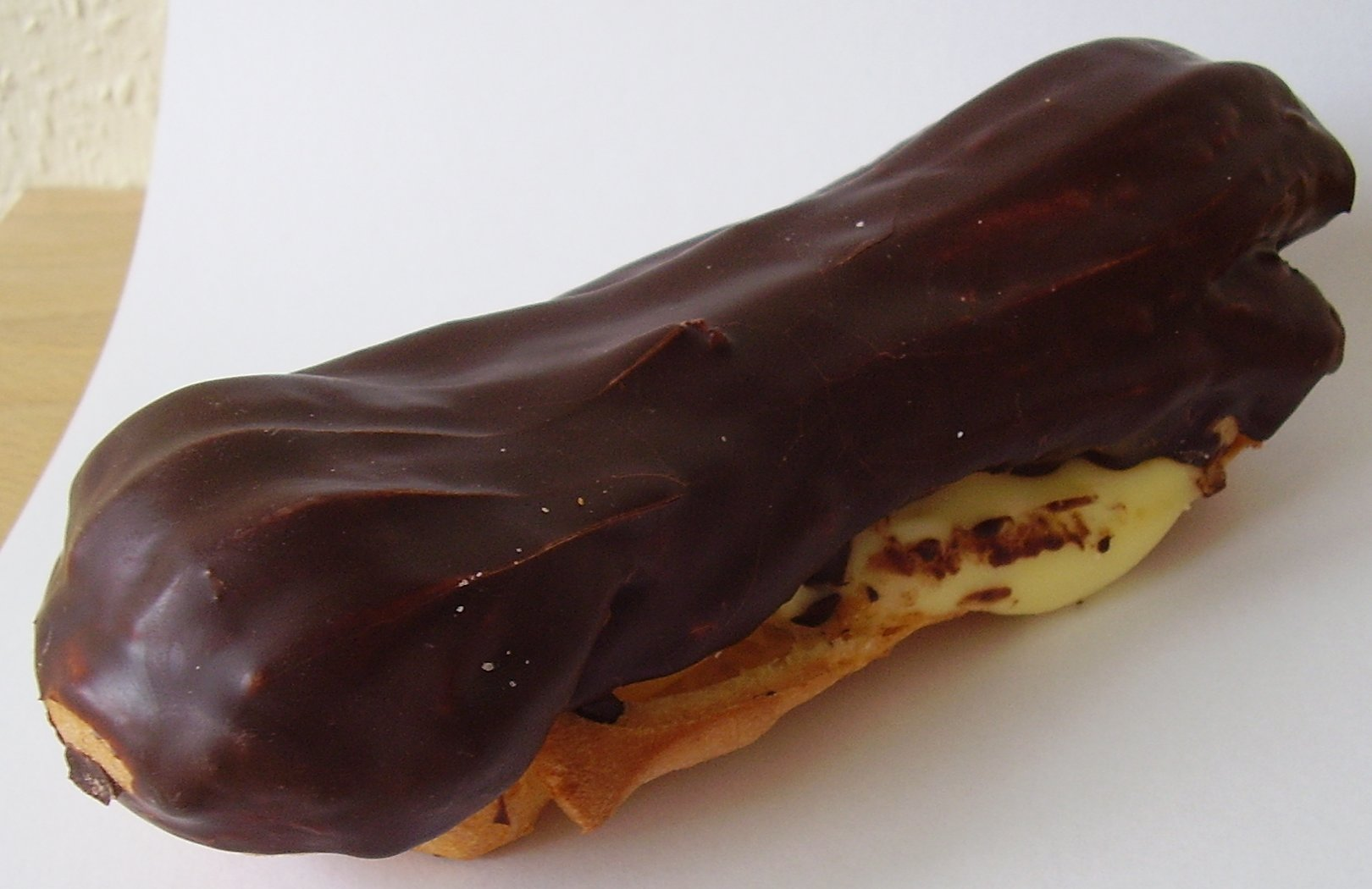
Ekler w czekoladzie

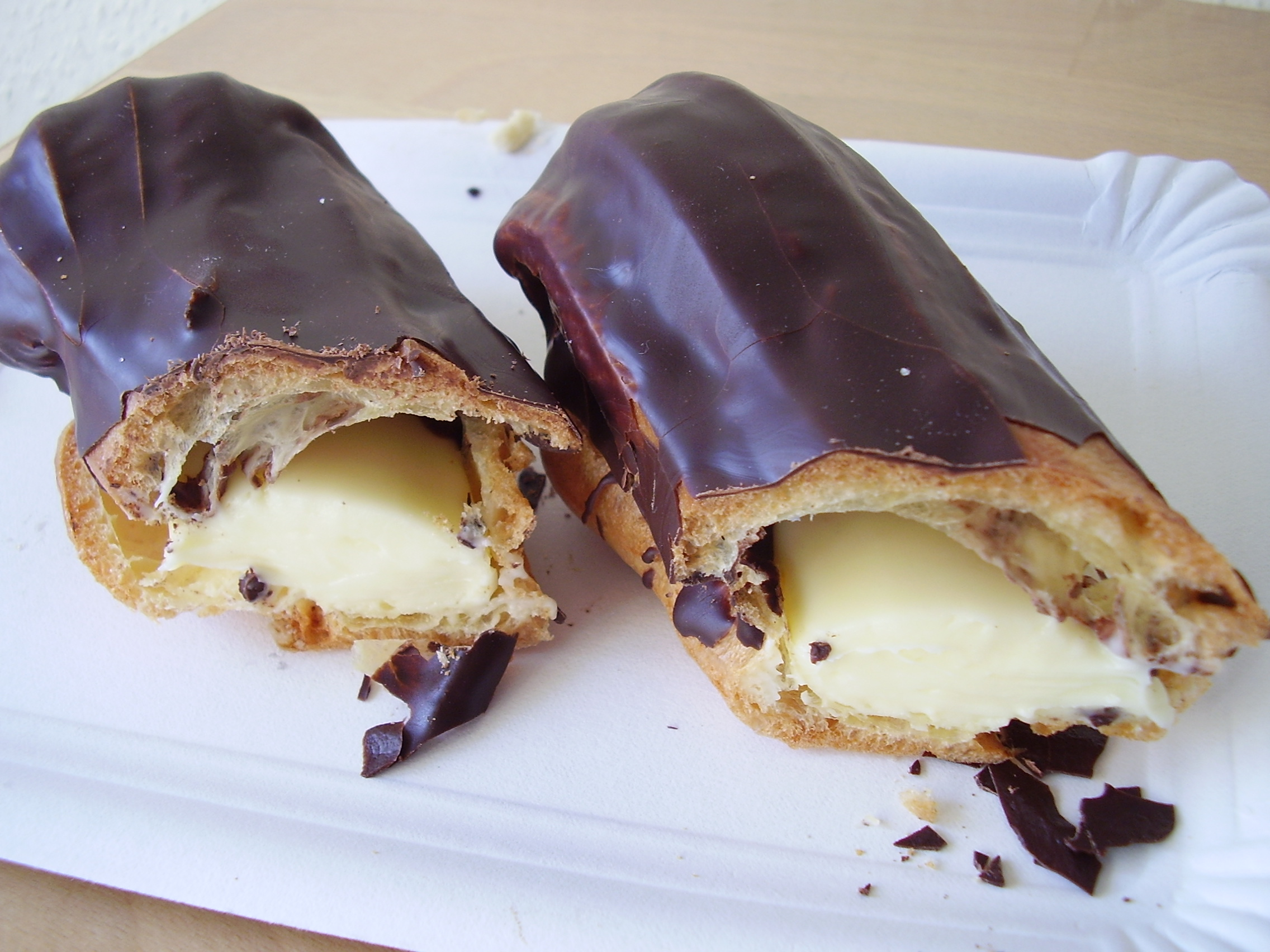
Przekroje dwóch eklerków

Ekler,  eklerek, eklerka (fr. éclair) – podłużne ciastko wykonane z  parzonego ciasta przełożone lub nadziane kremem.
Korpusy na eklery formuje się w pożądane kształty (walce o długości ok. 10 cm i promieniu od 3 do 4 cm) przeciskając ciasto przez rękaw cukierniczy. Po upieczeniu w piecu ciasto przecinane jest na pół i jego dolna część napełniana jest kremem bitą śmietanką, kremem bezowym, kremem russel lub śmietankowym. Górną część korpusu pokrywa się z wierzchu pomadą, czekoladą itd.

## Pochodzenie
Eklerka prawdopodobnie została stworzona w XIX wieku we Francji. Niektórzy historycy spekulują, że jej autorem był Marie-Antoine Carême, francuski kucharz, żyjący w latach 1784–1833.

## Etymologia
Słowo „ekler” zapożyczone jest z francuskiego słowa éclair, oznaczającego błyskawicę. Istnieje teoria, według której ciastko to zawdzięcza swoją francuską nazwę zgrabnej budowie, umożliwiającej jego „błyskawiczną” konsumpcję. Podobnie zamek błyskawiczny nazywany bywa eklerem.